# Casa de Borbón-Vendôme

Escudo de la Casa de Borbón-Vendôme.

La Familia de Borbón-Vendôme, se refiere a dos ramas de la Casa de Borbón, la primera de las cuales se convirtió en la línea legítima mayor de la Casa de Borbón en 1527.

## Historia de la primera casa de Borbón-Vendôme
Es una rama de la Casa de los Capetos de Borbón, cuyo autor es Juan VII de Borbón, Conde de Vendome († 1393), hijo de Jaime Iero de Borbón-La Marche (1319-1362) conde de la Marche y Ponthieu, era hijo del duque Luis I de Borbón y Jeanne de Châtillon-Saint-Pol dama de Condé-sur-l'Escaut, Leuze, Duisans y Carency, tuvo la suerte de recibir Vendôme a través de su madre, Vendôme fue elevado a ducado en 1515, a favor de Carlos de Borbón. En 1527, Carlos había pasado al duque de Alençon y Borbón y se convirtió en el Primer Príncipe de Sangre. El hijo de Carlos, Antonio de Borbón, se convirtió en rey de Navarra por matrimonio; esta casa está directamente en el origen de la Casa de Borbón que reinó en Francia con el hijo de Antonio de Borbón, con Enrique IV. 

## Historia de la segunda casa de Borbón-Vendôme
La segunda casa de Borbón-Vendôme desciende directamente de la primera casa. Era una rama ilegítima de la línea primogénita de la Casa de Borbón, siendo así parte de la dinastía de los Capetos. Esta fue fundada por César de Borbón, duque de Vendôme, que fue hijo ilegítimo del Rey Enrique IV de Francia y su amante Gabrielle d'Estrées.
César fue legitimado en 1595, y fue creado el primer duque de Vendôme por su padre, el rey, en 1598. El título de duque de Vendôme fue elegido porque había sido utilizado por el padre de Enrique IV de Francia. El título fue utilizado por la familia Borbón-Vendôme durante más de un siglo después de su inicio.
En total, hubo tres Borbón duques de Vendôme. El título pasaba directamente desde el padre a su hijo por tres generaciones: 
- César de Borbón, duque de Vendôme - el primer poseedor del título. Este era el mismo título que había usado su abuelo paterno. Antonio de Navarra era el duque de Vendôme desde 1537 hasta 1562. En 1608, César contrajo matrimonio con Francisca de Lorena, duquesa de Mercœur y de Penthièvre (1592-1669), hija y heredera de Felipe Manuel, duque de Mercœur, quien fue un rival de su padre, Enrique IV.

Tuvieron tres hijos:
- Luis II, duque de Vendôme (1612-1669), quien fue el siguiente poseedor del título.
- Isabel, mademoiselle de Vendôme (1614-1664), que se casó con Carlos Amadeo de Saboya, VI Duque de Nemours.
- Francisco, duque de Beaufort (1616-1669).

El segundo duque fue Luis II de Borbón-Vendôme. Ostentó el título desde 1665-1669. Tuvo tres hijos con su esposa, Laura Mancini, sobrina del Cardenal Mazarino:
- Luis José (1654-1712), III duque de Vendôme y Mariscal de Francia.
- Felipe (1655-1727), llamado El Gran Prior de Vendôme
- Julio César (1657-1660).

El tercer poseedor del título fue Luis José de Borbón, duque de Vendôme. Contrajo matrimonio con María Ana de Condé (1678-1718), una hija de Enrique III, príncipe de Condé y nieta de El Gran Condé. No tuvieron hijos. Como no tenía herederos en el momento de su muerte, sus títulos fueron heredados por su hermano menor, Felipe de Vendôme. 
Felipe fue el cuarto y último duque de Vendôme. El Gran Prior para Francia en la Orden de Malta, que fue un comandante del ejército francés. Ostentó el título desde 1712 hasta 1727. A su muerte, el título regresó a la Corona. Después de la extinción de los Borbón-Vendôme, el título fue usado como un título de cortesía por el Conde de Provenza, hermano menor de Luis XVI. 

### Galería

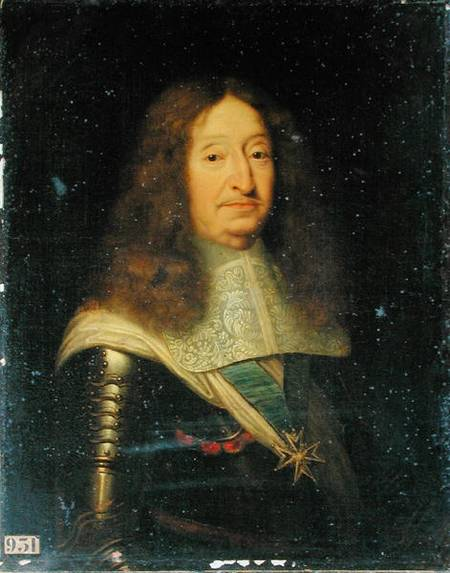
César de Vendôme: la cabeza y fundador.
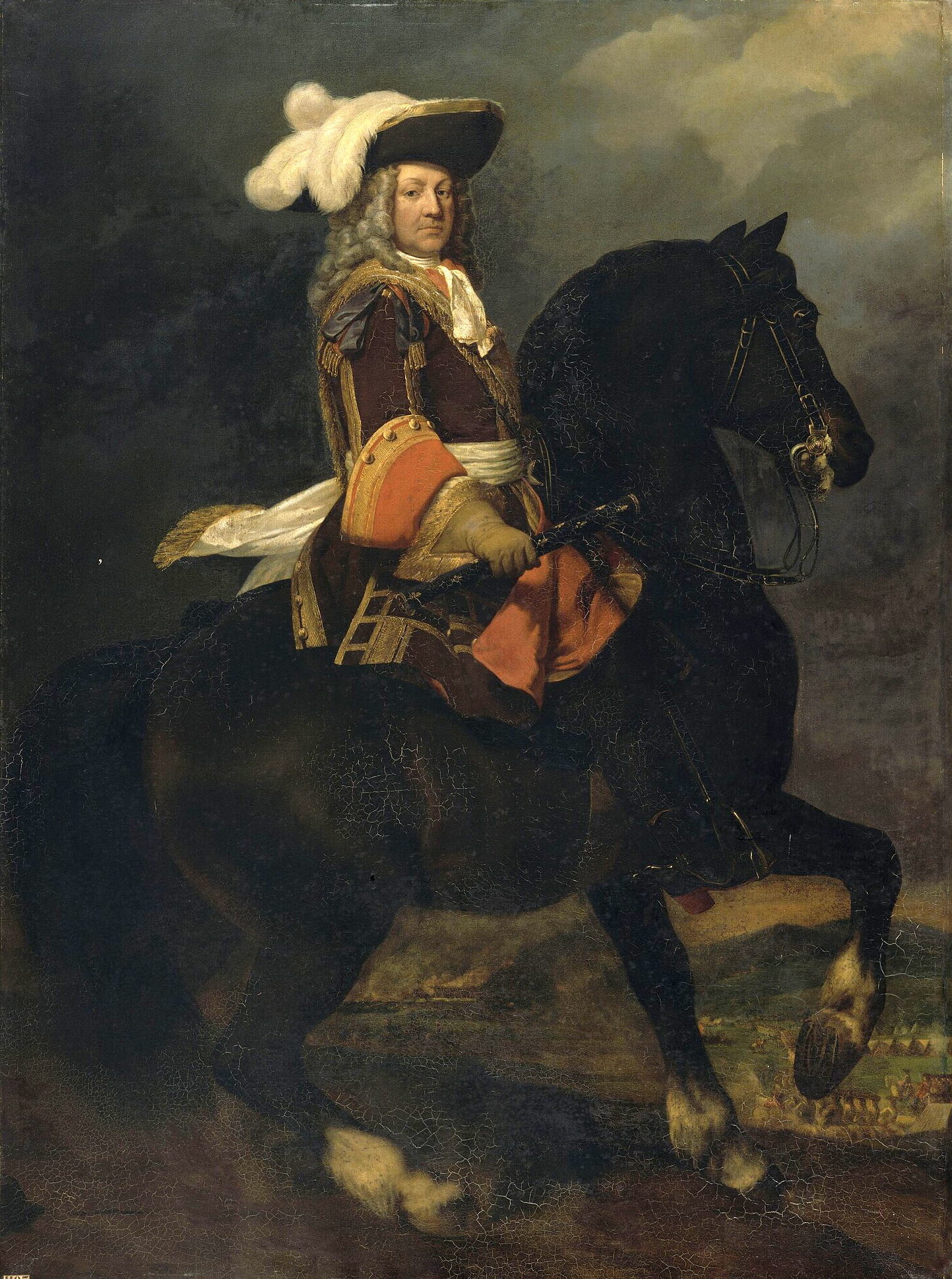
Luis José de Borbón, el duque de Vendôme en campaña, 1706.

## Ancestros de los Borbón-Vendôme
|  |                                          |  |  |  |  |  |  |  |  |  |  |  |  |  |  |  |
|  | 8. Carlos IV de Borbón                   |  |  |  |  |  |  |  |  |  |  |  |  |  |  |  |
|  |                                          |  |  |  |  |  |  |  |  |  |  |  |  |  |  |  |
|  |                                          |  |  |  |  |  |  |  |  |  |  |  |  |  |  |  |
|  | 4. Antonio de Navarra                    |  |  |  |  |  |  |  |  |  |  |  |  |  |  |  |
|  |                                          |  |  |  |  |  |  |  |  |  |  |  |  |  |  |  |
|  |                                          |  |  |  |  |  |  |  |  |  |  |  |  |  |  |  |
|  | 9. Francisca de Alençon                  |  |  |  |  |  |  |  |  |  |  |  |  |  |  |  |
|  |                                          |  |  |  |  |  |  |  |  |  |  |  |  |  |  |  |
|  |                                          |  |  |  |  |  |  |  |  |  |  |  |  |  |  |  |
|  | 2. Enrique IV de Francia                 |  |  |  |  |  |  |  |  |  |  |  |  |  |  |  |
|  |                                          |  |  |  |  |  |  |  |  |  |  |  |  |  |  |  |
|  |                                          |  |  |  |  |  |  |  |  |  |  |  |  |  |  |  |
|  | 10. Enrique II de Navarra                |  |  |  |  |  |  |  |  |  |  |  |  |  |  |  |
|  |                                          |  |  |  |  |  |  |  |  |  |  |  |  |  |  |  |
|  |                                          |  |  |  |  |  |  |  |  |  |  |  |  |  |  |  |
|  | 5. Juana III de Navarra                  |  |  |  |  |  |  |  |  |  |  |  |  |  |  |  |
|  |                                          |  |  |  |  |  |  |  |  |  |  |  |  |  |  |  |
|  |                                          |  |  |  |  |  |  |  |  |  |  |  |  |  |  |  |
|  | 11. Margarita de Angulema                |  |  |  |  |  |  |  |  |  |  |  |  |  |  |  |
|  |                                          |  |  |  |  |  |  |  |  |  |  |  |  |  |  |  |
|  |                                          |  |  |  |  |  |  |  |  |  |  |  |  |  |  |  |
|  | 1. Casa de Borbón-Vendôme                |  |  |  |  |  |  |  |  |  |  |  |  |  |  |  |
|  |                                          |  |  |  |  |  |  |  |  |  |  |  |  |  |  |  |
|  |                                          |  |  |  |  |  |  |  |  |  |  |  |  |  |  |  |
|  | 12. Juan I d'Estrees                     |  |  |  |  |  |  |  |  |  |  |  |  |  |  |  |
|  |                                          |  |  |  |  |  |  |  |  |  |  |  |  |  |  |  |
|  |                                          |  |  |  |  |  |  |  |  |  |  |  |  |  |  |  |
|  | 6. Antonio d'Estrées, marquéz de Cœuvres |  |  |  |  |  |  |  |  |  |  |  |  |  |  |  |
|  |                                          |  |  |  |  |  |  |  |  |  |  |  |  |  |  |  |
|  |                                          |  |  |  |  |  |  |  |  |  |  |  |  |  |  |  |
|  | 13. Catherine de Bourbon-Vendôme-Ligny   |  |  |  |  |  |  |  |  |  |  |  |  |  |  |  |
|  |                                          |  |  |  |  |  |  |  |  |  |  |  |  |  |  |  |
|  |                                          |  |  |  |  |  |  |  |  |  |  |  |  |  |  |  |
|  | 3. Gabrielle d'Estrées                   |  |  |  |  |  |  |  |  |  |  |  |  |  |  |  |
|  |                                          |  |  |  |  |  |  |  |  |  |  |  |  |  |  |  |
|  |                                          |  |  |  |  |  |  |  |  |  |  |  |  |  |  |  |
|  | 14. Jean Babou                           |  |  |  |  |  |  |  |  |  |  |  |  |  |  |  |
|  |                                          |  |  |  |  |  |  |  |  |  |  |  |  |  |  |  |
|  |                                          |  |  |  |  |  |  |  |  |  |  |  |  |  |  |  |
|  | 7. Francisca Babou                       |  |  |  |  |  |  |  |  |  |  |  |  |  |  |  |
|  |                                          |  |  |  |  |  |  |  |  |  |  |  |  |  |  |  |
|  |                                          |  |  |  |  |  |  |  |  |  |  |  |  |  |  |  |
|  | 15. Françoise Robertet                   |  |  |  |  |  |  |  |  |  |  |  |  |  |  |  |
|  |                                          |  |  |  |  |  |  |  |  |  |  |  |  |  |  |  |
|  |                                          |  |  |  |  |  |  |  |  |  |  |  |  |  |  |  |

## Otras Casas Ilegítimas
- Borbón-Penthièvre - extinta.
- Borbón du Maine - extinta.
- Borbón-Busset.

## Ver solamente
- - French sitio with further information on the familia.